# Bhuta

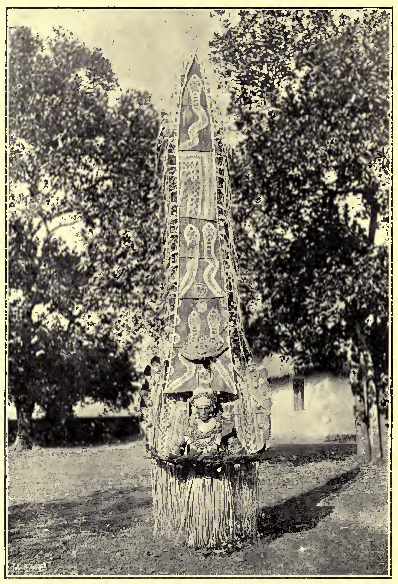
Una bailarina daiva paravar, que baila para invocar bhutas, tal como aparece en el volumen 6 del libro Castas y tribus del sur de India (1909), de Edgar Thurston (1855-1935).

En la mitología hinduista y budista, un bhuta es una criatura sobrenatural, por lo general el fantasma de una persona muerta.
La explicación sobre cómo se crean los bhutas varía según la región en la India;
en general, son vistos como seres perturbados y ansiosos a causa de factores que impiden que pasen a su siguiente etapa, que ―dependiendo de la creencia― se refiere a poder rencarnarse (ya sea aquí, en el paraíso o en el infierno), dejar de existir o ingresar al nirvana.
Los bhutas son el resultado de una muerte violenta, una muerte prematura o la ausencia de un rito funerario (que obligatoriamente debe ser realizado por un hijo).

## Etimología
Bhūta es un término sánscrito que lleva las connotaciones de "pasado" y "ser".
Es descendiente de la palabra indoeuropea *bheu o *bhu ―antiquísimo término (del II milenio a. C.) que se considera «una de las raíces más extendidas en el idioma indoeuropeo». Por eso suena similar a sus cognados en prácticamente todas las ramas de la familia indoeuropea, por ejemplo:
- irlandés (bha)
- inglés (be)
- lituano (but) y
- persa (budan).
- galés (bod)
- gaélico escocés (ba)
- ruso (byt')
- sánscrito védico (bhu).

En
indostaní,
pañyabí,
cachemiro,
bengalí,
sindhi y otros idiomas del norte del subcontinente, el concepto de bhuta se utiliza ampliamente en expresiones idiomáticas:
- bhut sawaar hona (‘tener montado encima el fantasma de algo’) significa tener un interés obsesivo en esa cosa, o trabajar sin descanso para lograr ese objetivo.[8]

- bhut utarna (‘quitarse de encima un fantasma’), romper una obsesión o darse cuenta de que se tenía una falsa creencia que anteriormente era muy querida.[9]

- bhut lagna (‘parecerse a un fantasma’) significa parecer desaliñado y descuidado o vestirse de manera ridícula.

- bhut bangla (‘bungalow fantasma’), manera peyorativa de referirse a una casa desordenada, sin mantenimiento o abandonada.[10]

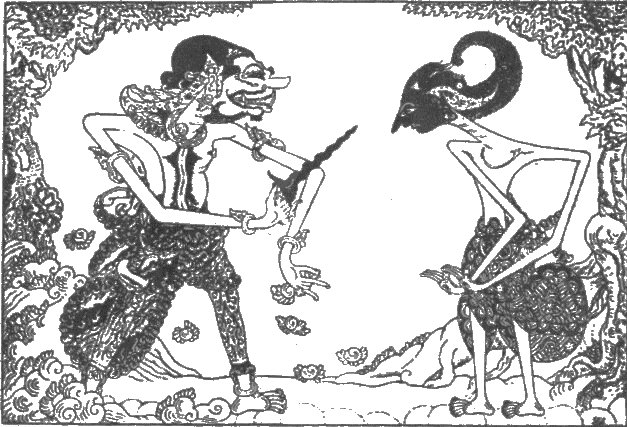
Buta Chakil.

La palabra también ha entrado en el idioma javanés de Indonesia a través del sánscrito; se pronuncia [buta], y generalmente se refiere a un gigante malévolo o demoníaco, que ocupa una casa o una habitación. También se refiere al género de los malvados gigantes en las historias wayang javanesas, como Buta Cakil (el gigante Chakil).

## Características de los bhutas
Los bhutas son capaces de alterar y asumir formas de varios animales a voluntad, pero por lo general se ven en forma humana.
Sin embargo, a menudo sus pies los delatan como fantasmas, ya que apuntan hacia atrás.
Los bhutas evitan el contacto con lugares considerados como sagrados o semisagrados en muchas tradiciones del subcontinente indio. A menudo flotan por encima del lugar, ya sea de manera imperceptible o flotando a 30 cm de altura.
Los bhutas no tienen sombra, y hablan con acento nasal.
A menudo se esconden en los árboles específicos y prefieren a aparecer en la ropa blanca.
A veces los bhutas ocupan casas específicas (las llamadas «bhuta bangla», es decir ‘bungalow fantasma’), que suelen ser lugares en los que alguien murió, o que tienen algún otro significado para el bhuta.
Muchas historias de fantasmas en la región combinan estos elementos. Por ejemplo, podrían implicar un protagonista que no puede huir ni adoptar contramedidas cuando se encuentra con un bhuta. En su lugar, acepta involuntariamente la compañía del bhuta (por ejemplo, camina junto al fantasma mientras camina a través de un bosque, o recoge el fantasma en su vehículo porque le parece que es una mujer atractiva esperando de noche en el borde de la carretera). Se vuelven progresivamente conscientes de que la compañera está vestida completamente de blanco, que tiene una voz curiosamente nasal, hasta que se da cuenta de que los pies de su compañera apuntan hacia atrás, o que él o ella no proyecta sombra a la luz de la luna, o que camina deslizándose por el aire, sin tocar el suelo.
Los supersticiosos hinduistas afirman que a los bhutas les gusta la leche y se sumergen en un vaso lleno de leche si lo encuentran destapado. El consumo de leche contaminada con un bhuta se considera una manera típica en que un ser humano termina poseído por un bhuta, y es un elemento frecuente en la trama de las historias sobre bhutas.
Un tipo particular de bhuta es el de una mujer que muere durante el embarazo o el parto. Este bhuta es conocido como «chudail» en toda la India, y como «dakini» en Bengala y Nepal). Las chudails se parecen a las mujeres, pero sus pies están girados hacia atrás o tienen alguna otra característica al revés. Pueden cambiar de forma en cualquier momento. Las chudails a menudo tratan de atraer a los varones jóvenes en los cruces de carreteras y en los campos desiertos, o lugares similares. Si un hombre se enamora de una chudail, ella le causará la muerte y lo abandonará, ya convertido en bhuta. Sin embargo, en toda la India hay historias de varones que conviven con una chudail, o que incluso se casan con ella.

## Cómo frustrar a los bhutas
Los hinduistas creen que los bhutas le temen al agua y a los objetos de hierro o de acero, por lo que afirman que hay que mantener cerca estos objetos para espantarlos.
También dicen que el olor de la cúrcuma quemada los ahuyenta.
Una superstición común al resto del mundo afirma que invocar el nombre de santos y dioses también repele a los bhutas.
En algunas regiones se dice que al sentir la presencia de un bhuta invisible hay que rociarse tierra sobre uno mismo.
Según la mitología hinduista, el alma no se puede destruir por ningún medio. Como el bhuta es solo el alma de una persona difunta, que está perdida o enojada, los exorcistas hinduistas afirman que en realidad no pueden destruirlos, sino que realizan un ritual que utiliza una oración del Atharva-veda llamado «Atma-shanti» (‘la paz del alma’), que es solo un ritual sradha (‘aniversario de la muerte’) modificado, que deben realizar las personas que se sienten perseguidas por un bhuta, en el que prometen que harán todo lo que esté en su poder para asegurar que el bhuta reencarne, o para terminar alguna obra que el bhuta ha dejado incompleta en vida. Así, el bhuta cree que conseguirá lo que quiere y dejará de molestar para siempre a los frecuentados.

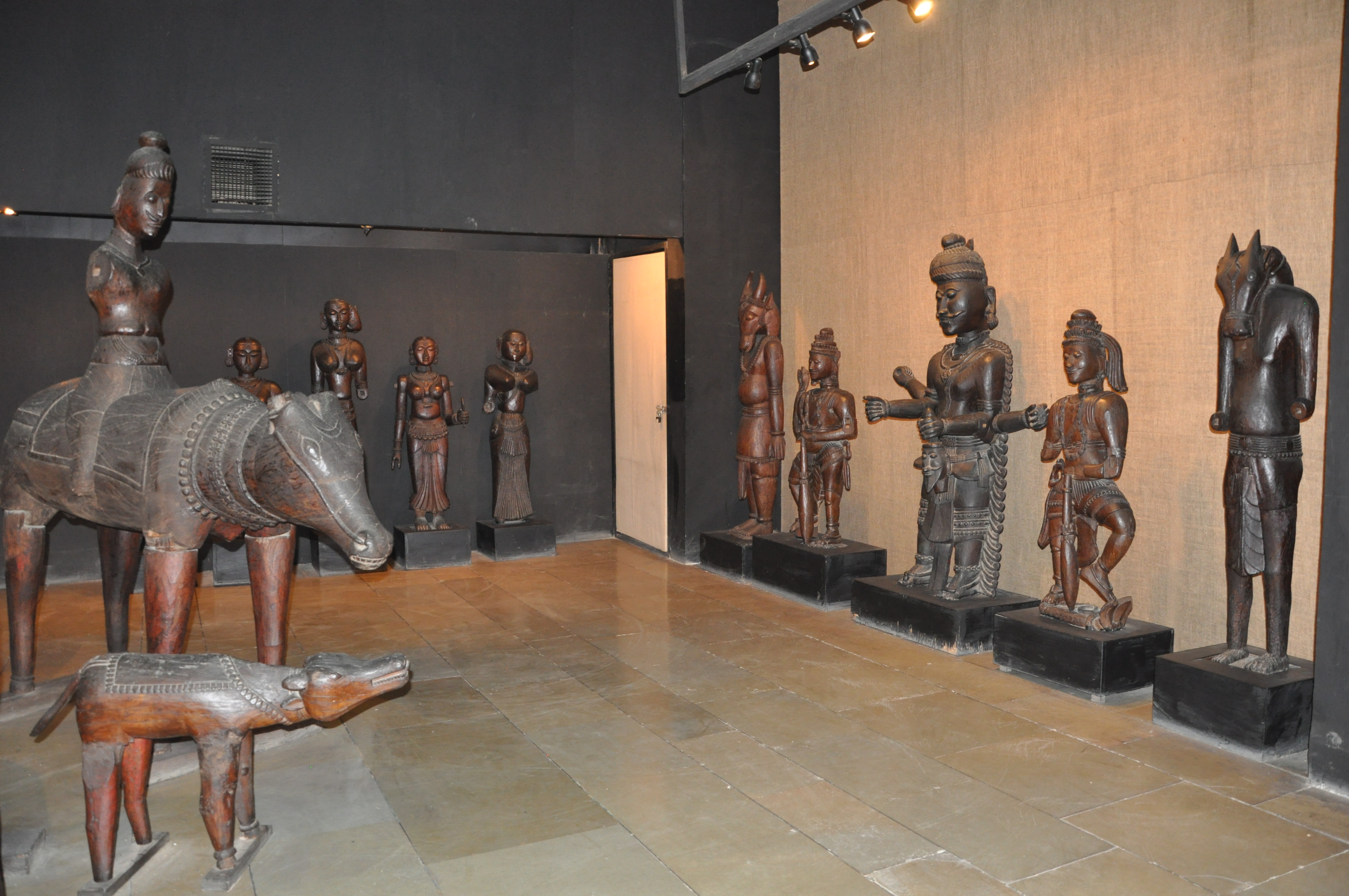
Galería de bhutas, en el Museo Nacional de Artesanías y Textiles (en Nueva Delhi).

Un bhuta puede ser el espíritu de un héroe o de una buena persona que ha fallecido en circunstancias poco auspiciosas. Puede convertirse en un ser protector y benévolo. Los hindúes creen que pueden pacificar a un bhuta través del culto y la ofrenda de alimentos, fuego, incienso, en lo que se llama «bhuta aradhana» (adoración de un fantasma).